# Соколово (Вжесінський повіт)
Соколово (пол. Sokołowo, нім. Falkenhorst) — село в Польщі, у гміні Вжесня Вжесінського повіту Великопольського воєводства. Безпосередньо межує із повітовим містом і фактично є північним передмістям Вжесні.
Населення — 1001 особа (2011).
2 травня 1848 під час "Весни Народів" біля села відбулася битва поляків із прусаками. Ця подія увіковічнена курганом та обеліском на ньому.
У 1975-1998 роках село належало до Познанського воєводства.

## Демографія
Демографічна структура станом на 31 березня 2011 року:
|          | Загалом | Допрацездатний вік | Працездатний вік | Постпрацездатний вік |
| -------- | ------- | ------------------ | ---------------- | -------------------- |
| Чоловіки | 501     | 117                | 337              | 47                   |
| Жінки    | 500     | 85                 | 315              | 100                  |
| Разом    | 1001    | 202                | 652              | 147                  |